# Matěj Kovář
Matěj Kovář (Uherské Hradiště, 17 de mayo de 2000) es un futbolista checo. Juega como portero y su equipo es el PSV Eindhoven de la Eredivisie de Países Bajos.

## Trayectoria

### Manchester United
Inició su carrera con el 1. FC Slovácko en su natal República Checa, pero se trasladó a Inglaterra para unirse al Manchester United en enero de 2018, a la edad de 17 años. Después de ser suplente no utilizado para el equipo sub-19 durante la temporada 2017-18, hizo su debut con la categoría sub-18 el 21 de febrero de 2018, en un partido de la UEFA Youth League contra el Liverpool. Jugó en todos los partidos restantes, excepto dos, esa temporada, sustituyendo a Alex Fojtíček como portero titular. En la siguiente temporada mantuvo su puesto como portero titular del equipo filial, participando en 17 de los 22 partidos de liga, además de seis de los siete partidos de la categoría sub-19 en la UEFA Youth League 2018-19.
Durante la temporada 2019-20, disputó 11 de los 17 partidos de liga de las reservas antes de que la temporada se viera interrumpida por la pandemia de COVID-19 en el Reino Unido. También participó en los cuatro partidos del Trofeo EFL 2019-20 contra equipos senior de la EFL League One y EFL League Two. Sus destacadas actuaciones con el equipo filial le valieron un nuevo contrato con el club, firmado en octubre de 2019. En noviembre de 2019, fue seleccionado como suplente para el partido de la quinta jornada de la UEFA Europa League 2019-20 contra el FK Astaná en Kazajstán, siendo suplente de Lee Grant pero no jugó el partido.
Antes de la temporada 2020-21, Kovář fue cedido al Swindon Town en agosto de 2020, donde debutó el 5 de septiembre de 2020 en una derrota por 3-1 contra el Charlton Athletic en la Copa de la Liga. En enero de 2021, tras acumular 21 apariciones con Swindon, fue llamado de vuelta por el Manchester United.
Fue incluido en el último equipo de la Premier League del United presentado después de la fecha límite de transferencia para la temporada 2021-22. El 31 de enero de 2022, firmó un nuevo contrato con el United hasta junio de 2023 y fue cedido al Burton Albion hasta el final de la temporada.
El 9 de septiembre de 2022, Kovář se trasladó cedido al Sparta Praga de República Checa, donde debutó el 10 de septiembre de 2022 en un empate 2-2 contra el Fotbalový Klub Teplice en la Primera Liga checa. Kovář contribuyó al título de campeón del club, el primero desde 2014, y fue galardonado como portero de la temporada 2022-23 por la League Football Association (LFA).

### Bayer Leverkusen
El 15 de agosto de 2023, Kovář firmó un contrato de cuatro años con el Bayer Leverkusen de la Bundesliga de Alemania. United y Leverkusen acordaron una tarifa de transferencia de hasta £ 7,7 millones, incluidos complementos.

## Selección nacional
Representó a la República Checa en las categorías juveniles sub-18, sub-19, sub-20 y sub-21. Fue miembro de la selección checa en el Campeonato de Europa Sub-21 de la UEFA de 2021 en marzo de 2021, pero no hizo ninguna aparición en el torneo. Debutó con la selección sub-21 en septiembre de 2021 contra Eslovenia.
Fue convocado por primera vez para la selección absoluta de República Checa el 8 de septiembre de 2021 para un amistoso contra Ucrania después de que Tomáš Vaclík sufriera una lesión.

### Participaciones en Eurocopas
| Copa          | Sede     | Resultado    | Partidos | Goles |
| ------------- | -------- | ------------ | -------- | ----- |
| Eurocopa 2024 | Alemania | Primera fase | 1        | 0     |

## Palmarés

### Campeonatos nacionales
| Torneo                        | Club                | País            | Año     |
| ----------------------------- | ------------------- | --------------- | ------- |
| Liga Checa                    | A. C. Sparta Praga  | República Checa | 2022-23 |
| Bundesliga                    | Bayer 04 Leverkusen | Alemania        | 2023-24 |
| Copa de Alemania              | Bayer 04 Leverkusen | Alemania        | 2023-24 |
| Supercopa de Alemania         | Bayer 04 Leverkusen | Alemania        | 2024    |
| Supercopa de los Países Bajos | PSV Eindhoven       | Países Bajos    | 2025    |